# Actinostygnoides carus
Actinostygnoides carus – gatunek kosarza z podrzędu Laniatores i rodziny Stygnidae. Jedyny znany przedstawiciel monotypowego rodzaju Actinostygnoides.

## Występowanie
Gatunek wykazany z Gujany.